# Belvosia piurana
Belvosia piurana är en tvåvingeart som beskrevs av Townsend 1911. Belvosia piurana ingår i släktet Belvosia och familjen parasitflugor. Inga underarter finns listade i Catalogue of Life.